# 滋賀夕刊新聞社
滋賀夕刊（しが・ゆうかん）は、滋賀県長浜市に拠点を置き、湖北地域を拠点とする地域夕刊新聞である。

## 概要
滋賀日日新聞出身の押谷盛利が1959年独立して設立。「言論達意・不偏不党」をモットーにした公正なローカル報道を目指した地域密着型の夕刊紙として設立した。
現在は長浜市（旧長浜市版と旧東浅井郡版がある）に日刊で、米原市と伊香郡には週刊で新聞を発行しているほか、彦根市と犬上郡を対象とした「滋賀彦根新聞」を週2回のフリーペーパーとして発行している。